# Asclepistola
Asclepistola là một chi bướm đêm thuộc họ Noctuidae.